# Pettus-Gletscher
Der Pettus-Gletscher ist ein 14 km langer Gletscher im Norden des Grahamlands auf der Antarktischen Halbinsel. Von der Ebony Wall am Detroit-Plateau fließt er in nördlicher Richtung zum Gavin-Piedmont-Gletscher, den er zwischen dem Poynter Hill und dem Tinsel Dome erreicht.
Das UK Antarctic Place-Names Committee benannte den Gletscher am 12. Februar 1964 nach dem kanadischen Piloten Robert Nelson Pettus (1921–2010), Teilnehmer der Falkland Islands and Dependencies Aerial Survey Expedition (1956–1957).